# Little Wolf
Nom amb què és conegut Ohcumgache (1820-1904). Cabdill xeiene, participà en les matances de Fetterman i Little Big Horn. El 5 d'agost de 1877 amb uns 972 xeiene foren obligats a marxar de Fort Robinson (Nebraska) fins a El Reno (Oklahoma). Dos terços moriren pel camí. Es va amagar a Montana, però el tinent William Clark el va persuadir que ajudés al general Miles com a escolta.